# Киквадзе, Фёдор Гавриилович
Фёдор Гавриилович Киквадзе (груз. კიკვაძე თედორე გაბრიელის ძე, 1868, Макванети, Озургетский уезд — 1935, Тифлис) — грузинский политик, просветитель, член Национального совета Грузии и Учредительного собрания Грузии.

## Биография
Фёдор Киквадзе родился в 1868 году в бедной крестьянской семье. В 1884 году с отличием окончил Озургетскую приходскую школу, затем — Тифлисскую духовную семинарию (1890).
Участвовал в нелегальных студенческих кружках, читал нелегальную литературу, редактировал нелегальный студенческий журнал «Лампар» (под псевдонимом Хлафортадзе), в котором сотрудничали Ной Жордания и Филипп Махарадзе. Выступил против школьной администрации, требовал преподавания грузинского языка, литературы и истории и добился требуемого. Но это выступление послужило причиной плохой характеристики, выданной в семинарии, создавшей серьезные препятствия для продолжения обучения в университете.
В июне 1890 года Киквадзе вернулся в своё село, в 1894 году удачно завершились его организаторские усилия по открытию в нём двухлетней школы. Сотрудничал на предприятиях Николоза Гогоберидзе в Чиатуре. Часть заработанных средств переводил на обустройство школы в родном селе. Принимал участие в создании Чиатурской библиотеки, театра, воскресной школы; стремился привлечь внимание к проблемам шахтёров, боролся за права женщин. В 1896 году в Поти была открыта первая библиотека. В 1897 году по приглашению Акакия Церетели он начал редактировать журнал «Коллекция». Также сотрудничал с периодическим изданием «Квали» (рус. «Борозда»), где помещал материалы под псевдонимами «Чагхара», Т. Чагар, Беласини, Приморский, Пролетарский, Фэнди, Криманчуладзе, Ограсин, Анасин, Бунт, Хлафорти, Чиновники, Кудабзик, Делеканди, «Чкапшанели» и «Молния».
В 1904 году у себя дома проводил собрания социал-демократов, был членом бюро организации. Во время Гурийской республики он был помощником Бении Чхиквишвили, члена Гурийского комитета. В марте 1905 года был арестован на своей квартире и заключён в тюрьму Метехи, подозревался в связях с убийцами генерала Грязнова (Арсеном Георгиашвили). Освобождён по амнистии Воронцова-Дашкова. После освобождения работал секретарём в газете «Схиви». 15 апреля 1906 года снова был арестован. Уезжал в Гурию, возвращался в Тифлис, сотрудничал в юмористическом журнале «Екалши», преподавал в разных школах и сотрудничал с социал-демократической прессой. В 1914 году был избран членом главного совета Общества по распространению грамотности среди грузин, где с 1918 года стал заместителем председателя.
В ноябре 1917 года был избран членом Национального совета Грузии. 26 мая 1918 года подписал Декларацию независимости Грузии. В 1918 году был членом парламента Грузии. С 1918 по апрель 1919 года преподавал грузинскую словесность в 4-й женской гимназии. В 1919 году был избран в Тифлисский городской совет[уточнить]. 12 марта 1919 года был избран в Учредительное собрание, член комитета по образованию.
После советизации Грузии в 1921 году остался в стране и присоединился к движению сопротивления.
Затем занимался школьным образованием, участвовал в подготовке учебника грузинского языка для советских школ, писал детские рассказы. В 1927 году был назначен преподавателем грузинского языка в Академии художеств и грузинской литературы на художественном факультете. В 1930 году продолжил свою преподавательскую деятельность в качестве доцента Педагогического института. С 1931 года преподавал русский язык на химико-технологическом факультете. Продолжил преподавание переехав в Кутаиси. С 1931 года был членом секции научных работников Грузинской ССР.